# EHF Challenge Cup der Frauen 2012/13
Am EHF Challenge Cup 2012/13 nahmen Handball-Vereinsmannschaften teil, die sich in der vorangegangenen Saison in ihren Heimatländern für den Wettbewerb qualifiziert hatten. Es war die 13. Austragung des Challenge Cups unter diesem Namen. Die Pokalspiele begannen am 12. Oktober 2012, das Rückrundenfinale fand am 12. Mai 2013 statt.

## Runde 2

### Qualifizierte Teams
| - ŽRK Max Sport Nova Pazova - GAS Anagennisi Artas - Enosi Neoleas Athienou - KHF Kastrioti |

### Entscheidungsspiele
| Mannschaft 1                               | Mannschaft 2                                 | Hinspiel             | Rückspiel            | Gesamt  |
| ------------------------------------------ | -------------------------------------------- | -------------------- | -------------------- | ------- |
| KHF Kastrioti Shpresa Fazliju 16           | ŽRK Max Sport Nova Pazova Sanja Vlaškalić 14 | 12.10.2012 18:00 Uhr | 13.10.2012 13:30 Uhr | 36 : 56 |
| KHF Kastrioti Shpresa Fazliju 16           | ŽRK Max Sport Nova Pazova Sanja Vlaškalić 14 | 16 : 31 (6 : 18)     | 25 : 20 (12 : 8)     | 36 : 56 |
| KHF Kastrioti Shpresa Fazliju 16           | ŽRK Max Sport Nova Pazova Sanja Vlaškalić 14 | 100 Zuschauer        | 100 Zuschauer        | 36 : 56 |
| Enosi Neoleas Athienou Chrysia Tryfonos 12 | GAS Anagennisi Artas Aušra Stankutė 18       | 14.10.2012 18:00 Uhr | 21.10.2012 18:00 Uhr | 39 : 64 |
| Enosi Neoleas Athienou Chrysia Tryfonos 12 | GAS Anagennisi Artas Aušra Stankutė 18       | 17 : 28 (7 : 14)     | 36 : 22 (20 : 14)    | 39 : 64 |
| Enosi Neoleas Athienou Chrysia Tryfonos 12 | GAS Anagennisi Artas Aušra Stankutė 18       | 200 Zuschauer        | 100 Zuschauer        | 39 : 64 |

## Runde 3
Es nehmen der erste und zweite aus der Gruppe A der 2. Runde teil und 16 gesetzte Mannschaften, die sich in ihren Landesverbänden dazu qualifiziert haben.
Die Auslosung der 3. Runde fand am 24. Juli 2012 in Wien statt.
Die Hinspiele finden am 10/11. November 2012 statt und die Rückspiele finden am 17/18. November 2012 statt.

### Qualifizierte Teams
| Topf 1: - AZS Politechnika Koszalińska - ŽRK Nopal Bačka Palanka - Colégio de Gaia - Esercito Figh Futura Roma - A.C. PAOK - LK Zug Handball - ABU Baku - Kauno Acme-Žalgiris - Union Korneuburg | Topf 2: - HŽRK Zrinjski Mostar - H 65 Höör - HBC Nîmes - Anadolu Üniversitesi S.C. - GK Dneprjanka Cherson - DHK Baník Most - KSS Kielce - ŽRK Max Sport Nova Pazova - GAS Anagennisi Artas |

### Ausgeloste Spiele und Ergebnisse
| Mannschaft 1                                    | Mannschaft 2                                           | Hinspiel             | Rückspiel            | Gesamt  |
| ----------------------------------------------- | ------------------------------------------------------ | -------------------- | -------------------- | ------- |
| ABU Baku Irana Gasimova 15                      | Anadolu Üniversitesi S.C. Natallia Maroz 9             | 09.11.2012 17:00 Uhr | 10.11.2012 17:00 Uhr | 57 : 40 |
| ABU Baku Irana Gasimova 15                      | Anadolu Üniversitesi S.C. Natallia Maroz 9             | 32 : 24 (15 : 8)     | 16 : 25 (9 : 11)     | 57 : 40 |
| ABU Baku Irana Gasimova 15                      | Anadolu Üniversitesi S.C. Natallia Maroz 9             | 300 Zuschauer        | 250 Zuschauer        | 57 : 40 |
| Colégio de Gaia Vanessa Silva 14                | GAS Anagennisi Artas Aušra Stankutė 22                 | 16.11.2012 17:30 Uhr | 17.11.2012 17:30 Uhr | 51 : 51 |
| Colégio de Gaia Vanessa Silva 14                | GAS Anagennisi Artas Aušra Stankutė 22                 | 28 : 28 (15 : 18)    | 23 : 23 (14 : 10)    | 51 : 51 |
| Colégio de Gaia Vanessa Silva 14                | GAS Anagennisi Artas Aušra Stankutė 22                 | 500 Zuschauer        | 300 Zuschauer        | 51 : 51 |
| VH 65 Höör Jennie Linnéll 12                    | Esercito Figh Futura Roma Cristina Viorica Gheorghe 19 | 10.11.2012 14:00 Uhr | 17.11.2012 21:00 Uhr | 45 : 39 |
| VH 65 Höör Jennie Linnéll 12                    | Esercito Figh Futura Roma Cristina Viorica Gheorghe 19 | 27 : 18 (12 : 7)     | 21 : 18 (10 : 10)    | 45 : 39 |
| VH 65 Höör Jennie Linnéll 12                    | Esercito Figh Futura Roma Cristina Viorica Gheorghe 19 | 550 Zuschauer        | 300 Zuschauer        | 45 : 39 |
| Kauno Acme-Žalgiris Audinga Kniubaitė 16        | DHK Baník Most Martina Weisenbilderová 13              | 10.11.2012 13:00 Uhr | 17.11.2012 13:00 Uhr | 50 : 64 |
| Kauno Acme-Žalgiris Audinga Kniubaitė 16        | DHK Baník Most Martina Weisenbilderová 13              | 25 : 29 (13 : 11)    | 35 : 25 (17 : 6)     | 50 : 64 |
| Kauno Acme-Žalgiris Audinga Kniubaitė 16        | DHK Baník Most Martina Weisenbilderová 13              | 500 Zuschauer        | 820 Zuschauer        | 50 : 64 |
| Union Korneuburg Franziska Rath 12              | HŽRK Zrinjski Mostar Andrea Prusina 16                 | 17.11.2012 17:00 Uhr | 18.11.2012 15:00 Uhr | 49 : 54 |
| Union Korneuburg Franziska Rath 12              | HŽRK Zrinjski Mostar Andrea Prusina 16                 | 24 : 24 (11 : 12)    | 30 : 25 (15 : 13)    | 49 : 54 |
| Union Korneuburg Franziska Rath 12              | HŽRK Zrinjski Mostar Andrea Prusina 16                 | 250 Zuschauer        | 300 Zuschauer        | 49 : 54 |
| AZS Politechnika Koszalińska Tetyana Bilenia 12 | GK Dneprjanka Cherson Anastassyja Metelskaja 10        | 10.11.2012 17:00 Uhr | 11.11.2012 17:00 Uhr | 67 : 49 |
| AZS Politechnika Koszalińska Tetyana Bilenia 12 | GK Dneprjanka Cherson Anastassyja Metelskaja 10        | 36 : 21 (17 : 9)     | 28 : 31 (9 : 15)     | 67 : 49 |
| AZS Politechnika Koszalińska Tetyana Bilenia 12 | GK Dneprjanka Cherson Anastassyja Metelskaja 10        | 1.500 Zuschauer      | 1.400 Zuschauer      | 67 : 49 |
| ŽRK Nopal Bačka Palanka Beste Torschützin       | HBC Nîmes Beste Torschützin                            | 05.11.2012 00:00 Uhr | 05.11.2012 00:00 Uhr | 0 : 20  |
| ŽRK Nopal Bačka Palanka Beste Torschützin       | HBC Nîmes Beste Torschützin                            | 0 : 10 (0 : 0)       | 10 : 0 (0 : 0)       | 0 : 20  |
| ŽRK Nopal Bačka Palanka Beste Torschützin       | HBC Nîmes Beste Torschützin                            | -.--- Zuschauer      | -.--- Zuschauer      | 0 : 20  |
| ŽRK Max Sport Nova Pazova Sanja Vlaškalić 18    | LK Zug Handball Annina Ganz 11                         | 17.11.2012 17:00 Uhr | 18.11.2012 10:30 Uhr | 59 : 55 |
| ŽRK Max Sport Nova Pazova Sanja Vlaškalić 18    | LK Zug Handball Annina Ganz 11                         | 32 : 31 (18 : 13)    | 24 : 27 (9 : 11)     | 59 : 55 |
| ŽRK Max Sport Nova Pazova Sanja Vlaškalić 18    | LK Zug Handball Annina Ganz 11                         | 600 Zuschauer        | 400 Zuschauer        | 59 : 55 |
| A.C. PAOK Aikaterini Vafeiadou 9                | KSS Kielce Katarzyna Grabarczyk 9                      | 10.11.2012 16:30 Uhr | 11.11.2012 18:30 Uhr | 41 : 56 |
| A.C. PAOK Aikaterini Vafeiadou 9                | KSS Kielce Katarzyna Grabarczyk 9                      | 18 : 31 (10 : 20)    | 25 : 23 (19 : 11)    | 41 : 56 |
| A.C. PAOK Aikaterini Vafeiadou 9                | KSS Kielce Katarzyna Grabarczyk 9                      | 250 Zuschauer        | 200 Zuschauer        | 41 : 56 |

## Achtelfinale
Es nehmen die 9 Sieger der 3. Runde und die besten 7 gesetzten Teams teil.
Die Auslosung des Achtelfinales findet am 20. November 2012 um --:-- Uhr (UTC+2) in Wien statt.
Die Hinspiele finden am 2.–3. Februar 2013 statt. Die Rückspiele finden am 9.–10. Februar 2013 statt.

### Qualifizierte Teams
| - Mios-Biganos bassin d’Arcachon - Üsküdar B.S.K. - Spartak Kiew - ŽRK Kumanovo - Succes Schoonmaak/VOC Amsterdam - Sokol Písek - ŽRK Fantasyland Samobor - AZS Politechnika Koszalińska | - ABU Baku - HŽRK Zrinjski Mostar - DHK Baník Most - HBC Nîmes - FETA EPIRUS Anagennisi Artas - KSS Kielce - ŽRK Max Sport Nova Pazova - H 65 Höör |

### Ausgeloste Spiele und Ergebnisse
| Mannschaft 1                                     | Mannschaft 2                                     | Hinspiel             | Rückspiel            | Gesamt  |
| ------------------------------------------------ | ------------------------------------------------ | -------------------- | -------------------- | ------- |
| ŽRK Kumanovo Monika Ristovska 12                 | HŽRK Zrinjski Mostar Andrea Prusina 14           | 09.02.2013 18:00 Uhr | 10.02.2013 16:00 Uhr | 49 : 59 |
| ŽRK Kumanovo Monika Ristovska 12                 | HŽRK Zrinjski Mostar Andrea Prusina 14           | 18 : 30 (10 : 13)    | 29 : 31 (17 : 15)    | 49 : 59 |
| ŽRK Kumanovo Monika Ristovska 12                 | HŽRK Zrinjski Mostar Andrea Prusina 14           | 900 Zuschauer        | 500 Zuschauer        | 49 : 59 |
| Spartak Kiew Anastassyja Rakytyna 11             | HBC Nîmes Chloé Bulleux 15                       | 09.02.2013 20:00 Uhr | 10.02.2013 16:00 Uhr | 29 : 78 |
| Spartak Kiew Anastassyja Rakytyna 11             | HBC Nîmes Chloé Bulleux 15                       | 16 : 39 (6 : 23)     | 39 : 13 (19 : 5)     | 29 : 78 |
| Spartak Kiew Anastassyja Rakytyna 11             | HBC Nîmes Chloé Bulleux 15                       | 1.500 Zuschauer      | 1.000 Zuschauer      | 29 : 78 |
| ABU Baku Irana Gasimova 9                        | AZS Politechnika Koszalińska Tetyana Bilenia 17  | 02.02.2013 17:00 Uhr | 03.02.2013 17:00 Uhr | 37 : 75 |
| ABU Baku Irana Gasimova 9                        | AZS Politechnika Koszalińska Tetyana Bilenia 17  | 15 : 38 (10 : 19)    | 37 : 22 (18 : 9)     | 37 : 75 |
| ABU Baku Irana Gasimova 9                        | AZS Politechnika Koszalińska Tetyana Bilenia 17  | 1.150 Zuschauer      | 750 Zuschauer        | 37 : 75 |
| KSS Kielce Marzena Paszowska 15                  | Mios-Biganos bassin d’Arcachon Iveta Luzumová 16 | 02.02.2013 20:00 Uhr | 03.02.2013 16:00 Uhr | 71 : 65 |
| KSS Kielce Marzena Paszowska 15                  | Mios-Biganos bassin d’Arcachon Iveta Luzumová 16 | 40 : 30 (19 : 16)    | 35 : 31 (19 : 19)    | 71 : 65 |
| KSS Kielce Marzena Paszowska 15                  | Mios-Biganos bassin d’Arcachon Iveta Luzumová 16 | 400 Zuschauer        | 350 Zuschauer        | 71 : 65 |
| Sokol Písek Lucie Vyhnalová 14                   | DHK Baník Most Hana Martínková 17                | 01.02.2013 18:00 Uhr | 03.02.2013 18:00 Uhr | 35 : 63 |
| Sokol Písek Lucie Vyhnalová 14                   | DHK Baník Most Hana Martínková 17                | 20 : 34 (9 : 15)     | 29 : 15 (14 : 7)     | 35 : 63 |
| Sokol Písek Lucie Vyhnalová 14                   | DHK Baník Most Hana Martínková 17                | 250 Zuschauer        | 750 Zuschauer        | 35 : 63 |
| FETA EPIRUS Anagennisi Artas Vasiliki Skara 11   | Üsküdar B.S.K. Yeliz Özel 9                      | 09.02.2013 16:00 Uhr | 10.02.2013 16:00 Uhr | 34 : 70 |
| FETA EPIRUS Anagennisi Artas Vasiliki Skara 11   | Üsküdar B.S.K. Yeliz Özel 9                      | 24 : 33 (12 : 20)    | 37 : 10 (20 : 1)     | 34 : 70 |
| FETA EPIRUS Anagennisi Artas Vasiliki Skara 11   | Üsküdar B.S.K. Yeliz Özel 9                      | 250 Zuschauer        | 200 Zuschauer        | 34 : 70 |
| ŽRK Max Sport Nova Pazova Jelena Bursać 12       | ŽRK Fantasyland Samobor Ivana Lovrić 9           | 03.02.2013 19:00 Uhr | 09.02.2013 18:30 Uhr | 37 : 42 |
| ŽRK Max Sport Nova Pazova Jelena Bursać 12       | ŽRK Fantasyland Samobor Ivana Lovrić 9           | 15 : 21 (8 : 11)     | 21 : 22 (8 : 7)      | 37 : 42 |
| ŽRK Max Sport Nova Pazova Jelena Bursać 12       | ŽRK Fantasyland Samobor Ivana Lovrić 9           | 700 Zuschauer        | 900 Zuschauer        | 37 : 42 |
| Succes Schoonmaak/VOC Amsterdam Michelle Goos 16 | H 65 Höör Jasmina Đapanović 25                   | 02.02.2013 20:00 Uhr | 09.02.2013 14:00 Uhr | 51 : 64 |
| Succes Schoonmaak/VOC Amsterdam Michelle Goos 16 | H 65 Höör Jasmina Đapanović 25                   | 25 : 31 (13 : 15)    | 33 : 26 (14 : 13)    | 51 : 64 |
| Succes Schoonmaak/VOC Amsterdam Michelle Goos 16 | H 65 Höör Jasmina Đapanović 25                   | 800 Zuschauer        | 400 Zuschauer        | 51 : 64 |

## Viertelfinale
Es nehmen die 8 Sieger aus dem Achtelfinale teil.
Die Auslosung des Viertelfinales fand am 12. Februar 2013 um 11:00 Uhr (UTC+2) in Wien statt.
Die Hinspiele finden am 9.–10. März 2013 statt. Die Rückspiele finden am 16.–17. März 2013 statt.

### Qualifizierte Teams
| - HŽRK Zrinjski Mostar - HBC Nîmes - AZS Politechnika Koszalińska - KSS Kielce | - DHK Baník Most - Üsküdar B.S.K. - ŽRK Fantasyland Samobor - H 65 Höör |

### Ausgeloste Spiele und Ergebnisse
| Mannschaft 1                           | Mannschaft 2                                         | Hinspiel             | Rückspiel            | Gesamt  |
| -------------------------------------- | ---------------------------------------------------- | -------------------- | -------------------- | ------- |
| KSS Kielce Marzena Paszowska 9         | Üsküdar B.S.K. Lenche Ilkova 7                       | 15.03.2013 19:30 Uhr | 16.03.2013 19:30 Uhr | 38 : 60 |
| KSS Kielce Marzena Paszowska 9         | Üsküdar B.S.K. Lenche Ilkova 7                       | 20 : 27 (8 : 17)     | 33 : 18 (19 : 12)    | 38 : 60 |
| KSS Kielce Marzena Paszowska 9         | Üsküdar B.S.K. Lenche Ilkova 7                       | 250 Zuschauer        | 250 Zuschauer        | 38 : 60 |
| H 65 Höör Jasmina Đapanović 19         | HBC Nîmes Camille Asperges 9                         | 09.03.2013 17:00 Uhr | 16.03.2013 20:00 Uhr | 44 : 43 |
| H 65 Höör Jasmina Đapanović 19         | HBC Nîmes Camille Asperges 9                         | 25 : 24 (12 : 16)    | 19 : 19 (10 : 12)    | 44 : 43 |
| H 65 Höör Jasmina Đapanović 19         | HBC Nîmes Camille Asperges 9                         | 403 Zuschauer        | 2.500 Zuschauer      | 44 : 43 |
| DHK Baník Most Hana Martínková 19      | AZS Politechnika Koszalińska Aleksandra Kobyłecka 10 | 09.03.2013 17:00 Uhr | 17.03.2013 17:00 Uhr | 57 : 50 |
| DHK Baník Most Hana Martínková 19      | AZS Politechnika Koszalińska Aleksandra Kobyłecka 10 | 26 : 23 (11 : 12)    | 27 : 31 (11 : 14)    | 57 : 50 |
| DHK Baník Most Hana Martínková 19      | AZS Politechnika Koszalińska Aleksandra Kobyłecka 10 | 1.250 Zuschauer      | 1.800 Zuschauer      | 57 : 50 |
| HŽRK Zrinjski Mostar Andrea Prusina 12 | ŽRK Fantasyland Samobor Tea Golubić 8                | 09.03.2013 20:00 Uhr | 16.03.2013 18:30 Uhr | 42 : 54 |
| HŽRK Zrinjski Mostar Andrea Prusina 12 | ŽRK Fantasyland Samobor Tea Golubić 8                | 17 : 25 (11 : 10)    | 29 : 25 (13 : 13)    | 42 : 54 |
| HŽRK Zrinjski Mostar Andrea Prusina 12 | ŽRK Fantasyland Samobor Tea Golubić 8                | 800 Zuschauer        | 800 Zuschauer        | 42 : 54 |

## Halbfinale
Es nehmen die 4 Sieger aus dem Viertelfinale teil.
Die Auslosung des Halbfinales fand am 12. Februar 2013 um 11:00 Uhr (UTC+2) in Wien statt.
Die Hinspiele finden am 6.–7. April 2013 statt. Die Rückspiele finden vom 13.–14. April 2013 statt.

### Qualifizierte Teams
| - Üsküdar B.S.K. - H 65 Höör | - DHK Banik Most - ŽRK Fantasyland Samobor |

### Ausgeloste Spiele und Ergebnisse
| Mannschaft 1                           | Mannschaft 2                      | Hinspiel             | Rückspiel            | Gesamt  |
| -------------------------------------- | --------------------------------- | -------------------- | -------------------- | ------- |
| ŽRK Fantasyland Samobor Tea Golubić 14 | H 65 Höör Mia Rej 15              | 06.04.2013 20:30 Uhr | 13.04.2013 16:00 Uhr | 43 : 40 |
| ŽRK Fantasyland Samobor Tea Golubić 14 | H 65 Höör Mia Rej 15              | 25 : 17 (12 : 9)     | 23 : 18 (14 : 8)     | 43 : 40 |
| ŽRK Fantasyland Samobor Tea Golubić 14 | H 65 Höör Mia Rej 15              | 900 Zuschauer        | 721 Zuschauer        | 43 : 40 |
| Üsküdar B.S.K. Yasemin Şahin 11        | DHK Baník Most Petra Beňušková 13 | 07.04.2013 17:00 Uhr | 13.04.2013 19:00 Uhr | 52 : 58 |
| Üsküdar B.S.K. Yasemin Şahin 11        | DHK Baník Most Petra Beňušková 13 | 31 : 27 (15 : 14)    | 31 : 21 (14 : 11)    | 52 : 58 |
| Üsküdar B.S.K. Yasemin Şahin 11        | DHK Baník Most Petra Beňušková 13 | 700 Zuschauer        | 1.250 Zuschauer      | 52 : 58 |

## Finale
Es nehmen die 2 Sieger aus dem Halbfinale teil.
Die Auslosung des Finales fand am 16. April 2013 um 00:00 Uhr (UTC+2) in Wien statt.
Das Hinspiel findet am 4.–5. Mai 2013 statt. Das Rückspiel findet am 11.–12. Mai 2013 statt.

### Qualifizierte Teams
| - ŽRK Fantasyland Samobor - DHK Baník Most |

### Ausgeloste Spiele und Ergebnisse
| Mannschaft 1            | Mannschaft 2   | Hinspiel                | Rückspiel                  | Gesamt  |         |
| ----------------------- | -------------- | ----------------------- | -------------------------- | ------- | ------- |
| ŽRK Fantasyland Samobor | DHK Baník Most | 05.05.13 17:00 Uhr      | 12.05.13 12:30 Uhr         | 41 : 46 | 52 : 58 |
| ŽRK Fantasyland Samobor | DHK Baník Most | 24 : 20 (16 : 10)       | 17 : 26 ( 9 : 16)          | 41 : 46 | 52 : 58 |
| ŽRK Fantasyland Samobor | DHK Baník Most | Samobor 1.000 Zuschauer | Banik Most 1.250 Zuschauer | 41 : 46 | 52 : 58 |

### Hinspiel
ŽRK Fantasyland Samobor - DHK Baník Most  24 : 20 (16 : 10)
5. Mai 2013 17:00 Uhr in Samobor, Bogumil Toni, 1.000 Zuschauer.
ŽRK Fantasyland Samobor: Kuhar, Radovanić, Golubić (9), Lovrić  (6), Balaško  (3), Štrkalj  (2), Kuzmić-Husak  (2), Šilobod  (1), Milanović   (1), Kozlovec, Džepina, Bazzeo

DHK Baník Most: Bezpalcová, Müllnerová, Beňušková (5), Janoušková (5), Martinková   (3), Růčková (3), M.Vysloužilová (2), Vítková   (1), Schererová (1), Vaňková, Dvořáková , Tomášková, Ryšánková, K.Vysloužilová, Šplechtová, Weisenbilderová 

Schiedsrichter:  Radojko Brkic und Andrei Jusufhodzic

EHF-Delegierter:  Gabriella Horváth
Quelle: Spielbericht

### Rückspiel
DHK Baník Most - ŽRK Fantasyland Samobor  26 : 17 (16 : 9)
12. Mai 2013 12:30 Uhr in Most, Sportovni hala Banik, 1.250 Zuschauer.
DHK Baník Most: Bezpalcová, Müllnerová, Beňušková (5), Vítková (5), Martinková (4), Růčková  (4), Weisenbilderová (3), Schererová  (3), M.Vysloužilová (2), Vaňková, Dvořáková , Tomášková, Ryšánková, K.Vysloužilová, Šplechtová, Janoušková
ŽRK Fantasyland Samobor: Kuhar, Radovanić, Golubić  (4), Lovrić  (4), Milanović  (4), Balaško  (2), Kuzmić-Husak (2), Šilobod  (1), Štrkalj, Kozlovec, Džepina, Bazzeo
Schiedsrichter:  Katalin Pech und Maria Vagvölgyi

EHF-Delegierter:  Victor Poladenko

EHF-Repräsentant:  Per Bertelsen
Quelle: Spielbericht

## Statistiken

### Torschützenliste
Die Torschützenliste zeigt die drei besten Torschützinnen in der EHF Challenge Cup der Frauen 2012/13.
Zu sehen sind die Nation der Spielerin, der Name, die Position, der Verein, die gespielten Spiele, die Tore und die Ø-Tore.
Die Erstplatzierte ist Torschützenkönigin der EHF Challenge Cup der Frauen 2012/13.
| Pl. | Nation     | Spieler           | Pos. | Verein         | Sp. | Tore | Ø    |
| --- | ---------- | ----------------- | ---- | -------------- | --- | ---- | ---- |
| 1.  | Tschechien | Hana Martínková   | (RL) | DHK Baník Most | 10  | 66   | 6,60 |
| 2.  | Serbien    | Jasmina Đapanović | (RR) | H 65 Höör      | 6   | 55   | 9,17 |
| 3.  | Danemark   | Mia Rej           | (RM) | H 65 Höör      | 8   | 48   | 6,00 |